# 立陶宛王国
立陶宛王国是立陶宛於1251年至約1263年的王國，國王明道加斯是首位亦是唯一一位立陶宛國王。王國與國王的稱號於1263年明道加斯被刺殺後告終，其後立陶宛君主改稱為大公，其身份等同於國王，而國家被稱為大公國。歷史上有兩次重新建立立陶宛王國的嘗試，第一次由维陶塔斯大帝於1430年嘗試，第二次則由立陶宛議會於1918年嘗試。